# Джексон Тауншип (округ Нортамберленд, Пенсільванія)
Джексон Тауншип (англ. Jackson Township) — селище (англ. township) в США, в окрузі Нортамберленд штату Пенсільванія. Населення — 898 осіб (2020).

## Демографія
Згідно з переписом 2010 року, у селищі мешкало 875 осіб у 347 домогосподарствах у складі 249 родин. Було 462 помешкання
Расовий склад населення:
| - 98,5 % — білих - 0,5 % — корінних американців - 0,3 % — чорних або афроамериканців |

До двох чи більше рас належало 0,1 %. Частка іспаномовних становила 1,0 % від усіх жителів.
За віковим діапазоном населення розподілялося таким чином: 21,3 % — особи молодші 18 років, 59,0 % — особи у віці 18—64 років, 19,7 % — особи у віці 65 років та старші. Медіана віку мешканця становила 45,4 року. На 100 осіб жіночої статі у селищі припадало 104,9 чоловіків;  на 100 жінок у віці від 18 років та старших — 103,8 чоловіків також старших 18 років.
Середній дохід на одне домашнє господарство  становив 60 964 долари США (медіана — 50 921), а середній дохід на одну сім'ю — 66 241 долар (медіана — 55 179). Медіана доходів становила 40 069 доларів для чоловіків та 30 750 доларів для жінок. За межею бідності перебувало 7,8 % осіб, у тому числі 10,9 % дітей у віці до 18 років та 6,9 % осіб у віці 65 років та старших.
Цивільне працевлаштоване населення становило 488 осіб. Основні галузі зайнятості: виробництво — 20,9 %, освіта, охорона здоров'я та соціальна допомога — 15,4 %, будівництво — 11,5 %, транспорт — 8,2 %.